# 1788

## أحداث
- اعلان متسلم البصرة تمرده على والي بغداد سليمان باشا، ودعم الشيخ ثويني السعدون التمرد.
- تأسيس مدينة مرسيدس، أوروغواي [الإنجليزية] وتقع حاليا في الأوروغواي.
- تأسيس مدينة كينغستون وتقع حاليا في أستراليا.
- تأسيس مدينة باندو، أوروغواي [الإنجليزية] وتقع حاليا في الأوروغواي.
- تأسيس مدينة سيدني وتقع حاليا في أستراليا.
- 28 فبراير: تأسيس مدينة سان فرناندو دي أبوري وتقع حاليا في فنزويلا.
- بداية الحرب العثمانية النمساوية في 1788 والتي انتهت في 4 أغسطس 1791.
- بداية الحرب الروسية السويدية في 1788 والتي انتهت في 1790.
- الأمير بشير الثاني الشهابي يتقلد كرسي الحكم في جبل لبنان.

## مواليد
- آرثر شوبنهاور
- جورج غوردون بايرون، البارون بايرون السادس
- روبرت بيل
- سليمان باشا الفرنساوي
- عبد الباقي العمري
- أحمد بن مشرف

## وفيات
- أجستين جين فريسنل
- جان دومينيك مارالدي